# Gellage
A gellage é uma técnica fotográfica criada pelo fotógrafo Checo Michal Macku.

## Descrição
Esta técnica é uma combinação de colódio e gelatina, e consiste na aplicação de camadas expostas e fixadas em papel fotográfico de gelatina. Esta substância transparente e plástica torna possivel o reformular das imagens originais, mudando a sua relação e dotá-las de novos significados.
O trabalho finalizado dá uma imagem compacta com uma fina estrutura na superfície.